# Cathegesis psoricopterella
Cathegesis psoricopterella is een vlinder uit de familie van de tastermotten (Gelechiidae). De wetenschappelijke naam van de soort is, als Brachycrossata psoricopterella, voor het eerst geldig gepubliceerd in 1891 door Walsingham.